# 贝尼雷德拉
贝尼雷德拉，是西班牙巴伦西亚自治区巴伦西亚省的一个市镇。总面积0.36平方公里，总人口1322人（2001年），人口密度3672人/平方公里。